# 欲情列島宅配便 私の処女を破りに来てっ!!
欲情列島宅配便 私の処女を破りに来てっ！！は、アテナ映像の「欲情列島宅配便」シリーズ(監督:飛田淳)でリリースされたアダルトビデオ作品。1994年に制作され、1996年に発売された。収録時間は120分で、前半にシングルマザーの女性会社員（OL）、後半に28歳処女のOLが出演し、男優とのからみを行っている。
2番目に出演する女性が日本の漫画作品『幽☆遊☆白書』ファンのいわゆる腐女子であり、その作中における異様な立ち振る舞いから、この作品や彼女の出演シーンがカルト的な人気を博して有名になった。

## 製作
AV監督を職業とし、この作品には男優役で出演していた市原克也は、作品発売から20年後の2016年に雑誌掲載されたインタビューで、当時の撮影事情について語っている。市原によると、撮影は旅館を2日間押さえて1日がかりで行われた。出演女性が漫画について延々と語ることもあって収録は長引き、未編集状態の素材は60分のテープで10本にも及んだ。
作中では漫画以外の話題でコミュニケーションがとれないことに苛立った様子の市原が、女性にビンタをするなど暴力をふるう場面も収録されている。市原はインタビューで女性から感情を引き出す意図的な行為だったと説明しつつ、「彼女からすれば殴られ損ですね。申し訳ない…」とも語っている。市原は、最後まで女性との信頼関係が築けなかったことから、この作品を「失敗作」と評価した。

### 幽☆遊☆白書
この作品で2番目に登場する女性は、『幽☆遊☆白書』の大ファンであり、作中のインタビューでその登場人物である蔵馬になりきって処女を喪失したいと語る。しかし、男優をふくめて製作側にはそもそも『幽☆遊☆白書』を知っている人間がおらず、現場は重苦しい雰囲気となって女性とのからみの収録は難航した。この作品を制作したアテナ映像の社長である代々木忠は、その光景についてこう語っている。
飛影も蔵馬と同じく『幽☆遊☆白書』に登場する男性のキャラクターであり、作中では親子関係にはない。代々木忠はここに、現実の男女がフィクション作品の男性同士のキャラクターになりきり、さらに母と息子として幼児プレイで近親相姦を行うという多重の倒錯があることに注目しつつ、それが女性にとっては単なる設定ではなく現実よりもリアルな世界だった可能性を指摘している。

## 関連文献
- 岡田斗司夫『東大オタク学講座』講談社、1997年9月1日。 - 漫画家の青木光恵との対談の中で、この作品が言及されている